# Marcos Bulgheroni
Marcos Bulgheroni es un empresario argentino vinculado a la industria energética. 
Actualmente ocupa el cargo de Group Chief Executive Officer de Pan American Energy Group (PAEG), del sector petrolero en Argentina, con presencia también en Bolivia, México, Uruguay y Paraguay. Además, es Vice Chairman y Vicepresidente Ejecutivo de Bridas Energy Holding. Bridas, fundada por su abuelo en 1949, evolucionó de ser una proveedora de bridas y bombas eléctricas para la industria petrolera, a ser hoy una de las mayores operadoras independientes en el sector.
Luego de la muerte de su padre, Carlos Bulgheroni, en 2016, asume la presidencia de PAE junto a su tío Alejandro Bulgheroni.
Nacido en el seno de una familia petrolera.De 2004 a 2008 se desempeñó en Torno Internazionale mientras que entre 2000 y 2004 fue CEO en Relativity Development Corporation. Entre 2008 y 2012, se desenvolvió como miembro del Consejo y Vicepresidente Ejecutivo de Begas Energy International. Desde 2012 hasta hoy, Bulgheroni se desempeña en Pan American Energy. En diciembre de 2017 fue nombrado Group Chief Executive Officer de PAEG tras la integración de AXION energy con PAE. 
En la Argentina, Marcos Bulgheroni es consejero y vocal del Comité de Energía del Consejo Argentino para las Relaciones Internacionales (CARI); miembro del Comité de Patronos de la Universidad de San Andrés en Argentina y del Consejo del Obispado de la Diócesis de San Isidro. Además es miembro del Comité de la Fundación Policía Federal Argentina.
En el marco de la presidencia argentina del G20, que se extendió durante todo 2018, Marcos Bulgheroni ocupó el rol de co-chair de la Task Force Energía, Eficiencia de Recursos y Sustentabilidad del Business 20 (B20), el grupo que reúne a los principales actores del ámbito empresarial, tanto local como internacional.
Marcos Bulgheroni fue condecorado con la Orden de la Estrella de la Solidaridad Italiana, la “Ordine della Stella d´Italia”.